# Kościół św. Marii Magdaleny w Przytoniu
Kościół św. Marii Magdaleny w Przytoniu – katolicki kościół filialny zlokalizowany we wsi Przytoń w gminie Węgorzyno, w powiecie łobeskim (województwo zachodniopomorskie). Jest filią parafii Wniebowzięcia Najświętszej Maryi Panny w Węgorzynie.

## Historia i architektura
Kościół, wzniesiony na początku XVIII wieku, zbudowany został w technice ryglowej, na kamiennej podmurówce. Rozplanowany został na rzucie prostokąta, z pięciobocznym zamknięciem od strony wschodniej. Małe okna, umieszczone wysoko pod okapem, mają czworokątny kształt. Drzwi wejściowe znajdują się na południowej ścianie kościoła. Od zachodu do świątyni dostawiona jest niewysoka, wolnostojąca drewniana wieża, na której zawieszone są dwa dzwony z 1582 i 1592 roku. Teren kościoła otacza dawny cmentarz ogrodzony kamiennym murem, z pomnikiem ku czci poległych w I wojnie swiatowej.
Wnętrze kościoła nakrywa drewniany, belkowany strop. W środku znajdują się wykonane z drewna empora, chrzcielnica i ławki. Zachował się barokowy ołtarz z 1707 roku, zdobiony czterema kolumnami oraz rzeźbami świętych i aniołów, w środku którego wstawiony jest obraz św. Marii Magdaleny. Zaginęły znajdujące się dawniej na wyposażeniu świeczniki z około 1600 roku i świecznik z 1678 roku.
Po II wojnie światowej został konsekrowany jako świątynia katolicka w dniu 22 lipca 1946 roku.